# Kościół w Hall
Kościół w Hall – świątynia należąca do diecezji Visby Kościoła Szwecji. Znajduje się w północnej części Gotlandii.

## Architektura
Kościół w Hall w całości pochodzi z XIII wieku. Najstarsze części tej świątyni to nawa i prezbiterium, a wieża jest nieco późniejsza. Budowla łączy w sobie cechy romańskie i gotyckie.

## Wnętrze

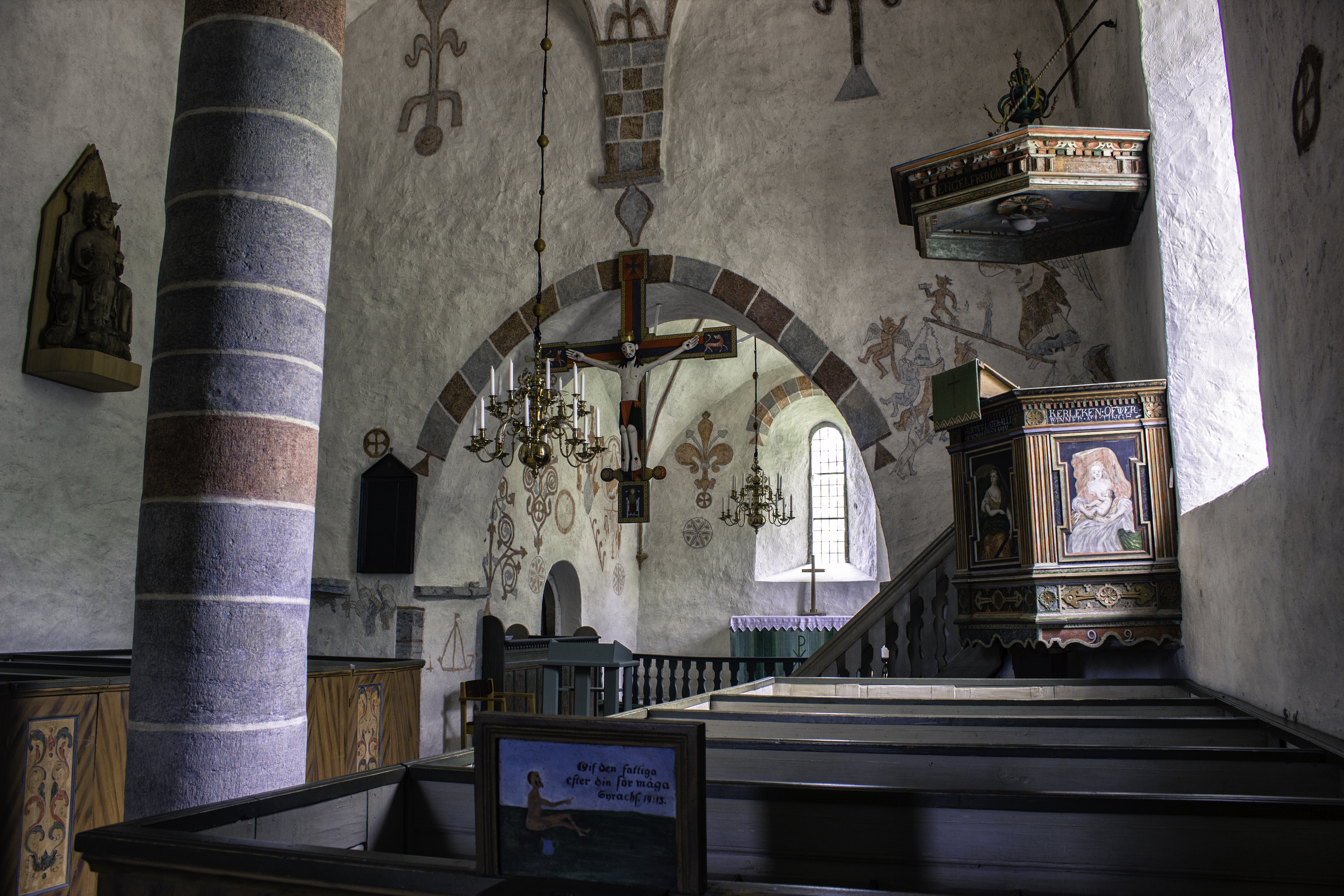
Wnętrze kościoła

Wnętrze świątyni zdobią freski odsłonięte podczas renowacji w 1956 roku. Malowidła na północnej ścianie prezbiterium pochodzą z XIV wieku i przedstawiają Drzewo Życia, Maryję z Jezusem, Chrystusa na krzyżu oraz Chrystusa w mandorli. Freski na ścianie południowej pochodzą z 1603 roku i przedstawiają dwóch mężczyzn w renesansowych strojach klęczących przed Chrystusem wiszącym na krzyżu. W nawie znajdują się jeszcze inne malowidła z XIV wieku, obrazujące koronację Matki Bożej oraz ważenie dusz.
Krzyż triumfalny jest kopią oryginalnego, znajdującego się w muzeum w Visby. XII-wieczny oryginał jest wyjątkowy w tym wymiarze, że jest jedną z najstarszych drewnianych rzeźb w Europie wciąż pokrytych oryginalną farbą. Chrzcielnica jest XIII-wieczna. Większość pozostałego wyposażenia świątyni pochodzi z czasów po reformacji. Ambona powstała w 1619 roku, ołtarz również w XVII wieku, a ławki w XVII i XVIII wieku. Znajdujący się w kościele statek wotywny pochodzi z 1871 roku.